# 에삼 엘하다리
에삼 카마르 타우피크 엘하다리(아랍어: عصام الحضري, Essam El-Hadary, 1973년 1월 15일 ~ )는 이집트의 전 축구 선수이다. 포지션은 골키퍼이다.
"High Dam"이라는 별명으로 자주 불리며, 그는 커리어의 대부분을 알아흘리에서 뛰면서 8번의 이집트 프리미어리그 우승, 4번의 이집트 컵 우승, 4번의 이집트 슈퍼컵 우승, 3번의 CAF 챔피언스리그 우승, 3번의 CAF 슈퍼컵 우승, 1번의 아랍 클럽 챔피언스컵 우승, 2번의 아랍 슈퍼컵 우승을 차지하였다.
1996년에 국가대표팀에 데뷔하였고 현재까지 159경기에 출전하여 이집트 A매치의 최다 출전자 3위에 올라있으며, 4번의 아프리카 네이션스컵 우승을 차지하였다. 2018년 FIFA 월드컵 아프리카 지역 예선에서 주장으로 이집트의 28년 만의 월드컵 진출을 이끌었고, 6월 25일 사우디아라비아와의 경기에서 선발 출전하여 기존에 파리드 몬드라곤이 가지고 있었던 월드컵 최고령 출전 기록을 45세 161일로 갱신하였다.

## 같이 보기
- A매치 100경기 이상 출전한 축구 선수 명단